# Porky en avant-première
Pour plus de détails, voir Fiche technique et Distribution.
Porky en avant-première (Porky's Preview) est un court métrage d'animation de la série Looney Tunes produit par Leon Schlesinger et réalisé par Tex Avery. Il met en vedette Porky Pig. Le film est sorti le 19 avril 1941, distribué par la Warner Bros. Pictures.

## Synopsis
Porky Pig organise la projection d'un film dans un cinéma de campagne (une grange aménagée). Le public se dirige vers le guichet. Une poule achète des tickets pour elle et ses « petits » (ses œufs). Un kangourou déchire les tickets (et même la main qui le tend) et les jette dans sa poche. En guise d'ouvreuse, un ver luisant guide les spectateurs avec son arrière-train lumineux comme lampe. Un sconse n'a qu'un « scent » (jeu de mots entre l'odeur qu'il dégage et 1 centime de dollar) et ne peut donc rentrer ; il tente alors de resquiller. Arrive Porky sur la scène. Il présente le film qu'il a fait lui-même. La musique d'accompagnement est une version vacillante de celle qui introduit habituellement les dessins animés des Looney Tunes. Le film se révèle être une suite de petits sketches primitifs de personnages dessinés en fil de fer, minimalistes, avec des décors qui semblent avoir été crayonnés par un enfant. Cela n'empêche pas Porky d'en être très fier et de parsemer la réalisation de sa tête pour bien rappeler qu'il en est l'auteur. Les sketches incluent les séquences de la parade de cirque, un train qui parcourt des montagnes, un défilé militaire, une course de chevaux, et des danses : hawaïenne avec la musique Aloha ʻOe (où la danseuse perd sa robe), La Cucaracha mexicaine (où Porky rate plusieurs tentatives), le ballet. Le film se termine par la parodie de Al Jolson chantant September in the rain (en) avec un nuage de pluie particulièrement obstiné. Une fois la projection achevée, Porky voit que son seul public resté fidèle jusqu'au bout est... le sconse, les autres spectateurs ayant défoncé le mur du fond pour fuir son odeur.

## Fiche technique
- Titre original : Porky's Preview
- Réalisation : Tex Avery
- Producteur : Leon Schlesinger (Leon Schlesinger Studios)
- Distribution : Warner Bros. Pictures (1941) (USA) (cinéma), Warner Home Video (2007) (USA) (DVD)
- Chargé d'animation : Virgil Ross
- Composition musicale : Carl W. Stalling
- Chef d'orchestre : Milt Franklyn (non crédité)
- Montage : Treg Brown (non crédité)
- Langue : anglais
- Date de sortie : 19 avril 1941
- Genre : comédie
- Format : noir et blanc - mono - 1,37:1
- Durée : 6 minutes

## Distribution
- Mel Blanc : Porky Pig, le kangourou, le ver luisant, le sconse.